# 南園公寓
南園公寓 （英語：South Park Lofts），位於美國加利福尼亞州洛杉磯南格蘭德大道816號的公寓建築，曾用作多層停車場，亦是美國歷史上首批用作多層停車場的大廈之一。大廈由克勞德·貝爾曼設計。2002年大廈改建為公寓，其後在2004年獲《美國國家史蹟名錄》收錄。

## 歷史
1923年，市中心商务人士协会和時任洛杉磯市長乔治·克赖尔建議興建多層停車場。商人肯·斯托阿凱斯於是出資在格蘭德大道興建一座佔地85,000平方呎的多層停車場。斯托阿凱斯聘請了建築師克勞德·貝爾曼負責多層停車場的建設工程。貝爾曼設計的停車場在1924年啟用。根據《洛杉磯時報》在1925年的報道，斯托阿凱斯表示：「沿著市中心的路邊停泊本來已經是一件糟糕的事，當過千名聖誕顧客疯狂地尝试擠進可供使用的的停车空间，對外觀可觀的車來說可以說是很大的打擊。」在1920年代至1930年代，多層停車場屬公牛百貨公司所有，而代客停泊服務則由身穿制服的職員負責。顧客只需在公牛百貨購買價值超過1美元的貨品便可在多層停車場停泊2小時。
1950年，大廈業權由太平洋貝爾電話電報公司收購，用作員工停車場之用。其後大廈改建為倉庫及辦公室。之後，大廈的業權曾多次易手，直至2002年才經馬丁大廈公司以1,000萬美元的價錢收購，改稱為「南園公寓」，並改建為一幢擁有49個單位的公寓。
2004年8月，加利福尼亞州歷史資源委員會將南園公寓定為历史地标。8個月後再獲美國內政部列入《美國國家史蹟名錄》，成為首批列入名錄的多層停車場建築。

## 建築風格及設施
在多層停車場興建時，出資興建的商人肯·斯托阿凱斯和建築師克勞德·貝爾曼都認為多層停車場應該與格蘭德大道上的其他建築物風格連貫。故此，貝爾曼在設計大廈時採用了1920年代商業大廈常見的布雜藝術風格窗戶和裝飾。
對比其他多層停車場，大廈的停車位亦較為窄小。與此同時，一項異於其他多層停車場之處，在於貝爾曼設計停車場時，並沒有預留空間興建供車輛出入不同層數的坡道，反而設計了一部可供2部汽車同時使用的貨用升降機供汽車出入不同層數。在多層停車場改造為南園公寓之後，位處天台的升降机电机亦改建為供住客使用的小型體育館。南園公寓亦設有禮賓服務，並在天台設置热水浴缸和烧烤区。